# ریک ویکمن
ریک وِیکمن (انگلیسی: Rick Wakeman؛ زادهٔ ۱۸ مهٔ ۱۹۴۹) موسیقی‌دان و کیبوردنواز اهل بریتانیا است. او از سال ۱۹۶۷ میلادی تاکنون مشغول فعالیت بوده و بیشتر به عنوان عضو گروه یس شناخته می‌شود.